# Tokyo Disney Resort
Tokyo Disney Resort (jap. 東京ディズニーリゾート Tōkyō Dizunī Rizōto) – park tematyczny znajdujący się w miejscowości Urayasu, w prefekturze Chiba, w Japonii, na północnym wybrzeżu Zatoki Tokijskiej, na sztucznie usypanym lądzie.
Parkiem zarządza The Oriental Land Company na licencji The Walt Disney Company. Kompleks został otwarty 15 kwietnia 1983 roku jako pojedynczy park tematyczny – Tokyo Disneyland. Obecnie znajdują w nim się dwa parki tematyczne, dwa hotele oraz dwa centra, gdzie można zrobić zakupy.
Tokyo Disneyland był pierwszym parkiem Disneya otwartym poza granicami Stanów Zjednoczonych.

## Strefy tematyczne
Tokyo Disney Resort ma trzy główne sekcje rozrywki:
- Tokyo Disneyland
- Tokyo DisneySea
- Ikspiari – gdzie można zrobić zakupy i zjeść obiad

## Kolejki górskie

### Czynne
W 2025 roku w parku znajdowały się 2 czynne kolejki górskie:
| # | Nazwa                | Producent | Data otwarcia    | Typ                | Wysokość [m] | Prędkość [km/h] | Źródło |
| - | -------------------- | --------- | ---------------- | ------------------ | ------------ | --------------- | ------ |
| 1 | Big Thunder Mountain | ?         | 4 lipca 1987     | stalowy mine train | ?            | ?               | [ 2 ]  |
| 2 | Gadget's Go Coaster  | Vekoma    | 15 kwietnia 1996 | stalowa dziecięca  | 8,5          | 34,9            | [ 3 ]  |

### W budowie
W 2025 roku park prowadził budowę 1 nowej kolejki górskiej:
| # | Nazwa          | Producent | Data otwarcia | Typ | Wysokość [m] | Prędkość [km/h] | Źródło |
| - | -------------- | --------- | ------------- | --- | ------------ | --------------- | ------ |
| 1 | Space Mountain | ?         | ?             | ?   | ?            | ?               | [ 5 ]  |

### Usunięte
Do 2025 roku włącznie, z 3 zbudowanych w historii parku kolejek górskich, 1 została usunięta:
| # | Nazwa          | Producent | Data otwarcia    | Data zamknięcia | Typ                    | Wysokość [m] | Prędkość [km/h] | Źródło |
| - | -------------- | --------- | ---------------- | --------------- | ---------------------- | ------------ | --------------- | ------ |
| 1 | Space Mountain | ?         | 15 kwietnia 1983 | 31 lipca 2024   | stalowy indoor coaster | 30,5         | ?               | [ 7 ]  |